# Auxiliadoras da Caridade
As irmãs Auxiliadoras da Caridade formam uma congregação religiosa feminina católica fundada na França, em 1926, por Thérèse Joly e pelo Padre Jean-Emile Anizan, o fundador da congregação masculina dos Filhos da Caridade, para ajudar o clero exercendo um apostolado centrado no anúncio do Evangelho nas paróquias.
Esta congregação está presente na França, em Portugal, no Benim e nas Honduras.